# روبرت بورتر كالدويل
روبرت بورتر كالدويل (بالإنجليزية: Robert Porter Caldwell)‏ هو محامي وسياسي أمريكي، ولد في 16 ديسمبر 1821 بمقاطعة أدير في الولايات المتحدة، وتوفي في 12 مارس 1885 بترينتون في الولايات المتحدة. حزبياً، نشط في الحزب الديمقراطي. وقد انتخب عضو مجلس نواب تينيسي وانتخب عضو مجلس ولاية تينيسي وانتخب عضو مجلس النواب الأمريكي.